# Romuald Walewski
Romuald Walewski herbu Kolumna (ur. ok. 1738, zm. 14 czerwca 1812) – generał major wojsk koronnych, generał adiutant Stanisława Augusta Poniatowskiego, rotmistrz kawalerii koronnej w 1789, sędzia Trybunału Koronnego, konsyliarz Rady Nieustającej, sześciokrotny poseł na sejm. Członek konfederacji 1773 roku. Jako poseł krakowski na Sejmie Rozbiorowym 1773–1775 przystąpił do konfederacji Adama Ponińskiego. Poseł na sejm 1778 roku z województwa krakowskiego. Poseł na sejm 1786 roku. Poseł na sejm 1782 roku z województwa lubelskiego.
Członek Komisji Wojskowej Obojga Narodów w 1788 roku. Był komisarzem cywilnym z Prowincji Wielkopolskiej w tej komisji w 1792 roku.
W 1792 roku odznaczony Orderem Orła Białego, w 1781 otrzymał Order Świętego Stanisława.